# Liste der Biografien/Hanr
Liste der Biografien |
Portal Biografien |
Personensuche
# |
A |
B |
C |
D |
E |
F |
G |
H |
I |
J |
K |
L |
M |
N |
O |
P |
Q |
R |
S |
T |
U |
V |
W |
X |
Y |
Z |
?
 
Ha |
Hd |
He |
Hi |
Hj |
Hk |
Hl |
Hm |
Hn |
Ho |
Hr |
Hs |
Ht |
Hu |
Hv |
Hw |
Hy
 
Haa |
Hab |
Hac |
Had |
Hae–Haf |
Hag |
Hah |
Hai |
Haj |
Hak |
Hal |
Ham |
Han |
Hao |
Hap |
Haq |
Har |
Has |
Hat |
Hau |
Hav |
Haw |
Hax |
Hay |
Haz
 
Hana |
Hanb |
Hanc |
Hand |
Hane |
Hanf |
Hang |
Hanh |
Hani |
Hanj |
Hank |
Hanl |
Hanm |
Hann |
Hano |
Hanp |
Hanq |
Hanr |
Hans |
Hant |
Hanu |
Hanv |
Hanw |
Hanx |
Hany |
Hanz
Die Liste der Biografien führt alle Personen auf, die in der deutschsprachigen Wikipedia einen Artikel haben. Dieses ist eine Teilliste mit 22 Einträgen von Personen, deren Namen mit den Buchstaben „Hanr“ beginnt.

## Hanr

### Hanra
- Hanrahan, Barbara (1939–1991), australische Schriftstellerin und Grafikerin
- Hanrahan, Kip (* 1954), US-amerikanischer Musikproduzent und Perkussionist
- Hanrahan, Pat (* 1954), US-amerikanischer Ingenieur
- Hanrahan, Patrício José (1925–1993), irischer Ordensgeistlicher, Bischof von Santíssima Conceição do Araguaia
- Hanrahan, Robert P. (1934–2011), US-amerikanischer Politiker
- Hanrath, Peter (* 1940), deutscher Kardiologe
- Hanrath, Theo (1853–1883), niederländischer Maler
- Hanraths, Mika (* 1999), deutscher Fußballspieler
- Hanratty, James (1936–1962), britischer Mörder, eine der letzten Personen, die in Großbritannien hingerichtet wurden
- Hanratty, Sammi (* 1995), US-amerikanische Schauspielerin

### Hanre
- Hanreich, Georg (1887–1955), tschechischer Politiker
- Hanreich, Georg (1939–2023), österreichischer Politiker (FPÖ), Abgeordneter zum Nationalrat
- Hanreich, Thomas (* 1972), deutscher Popsänger, Gitarrist und SongwriterThomas Hanreich (* 1972)

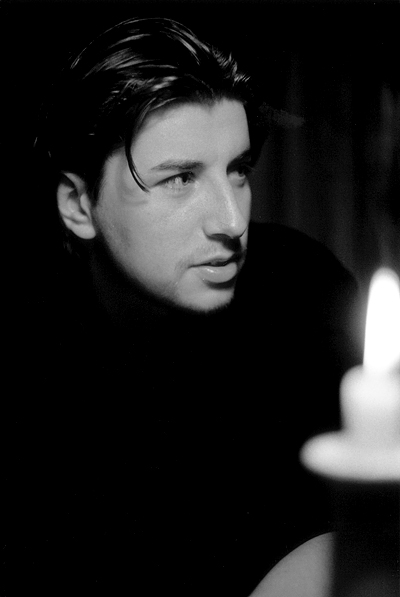
Thomas Hanreich (* 1972)

- Hanreiter, Franz (1913–1992), österreichischer Fußballspieler

### Hanri
- Hanrieder, Norbert (1842–1913), österreichischer Mundartdichter und Priester
- Hanrieder, Wolfram (1931–1995), US-amerikanischer Politikwissenschaftler
- Hanrion, Barthélemy (1914–2000), französischer römisch-katholischer Ordensgeistlicher und Bischof von Dapango
- Hanriot, François (1759–1794), französischer Revolutionär
- Hanriot, René (1867–1925), französischer Autorennfahrer und Flugpionier
- Hanrioud, Jean-Pierre (* 1936), französischer Autorennfahrer

### Hanro
- Hanro, Phil (* 1982), deutscher Musikproduzent
- Hanrot, Zita (* 1989), französische Schauspielerin